# カラフトフクロウ

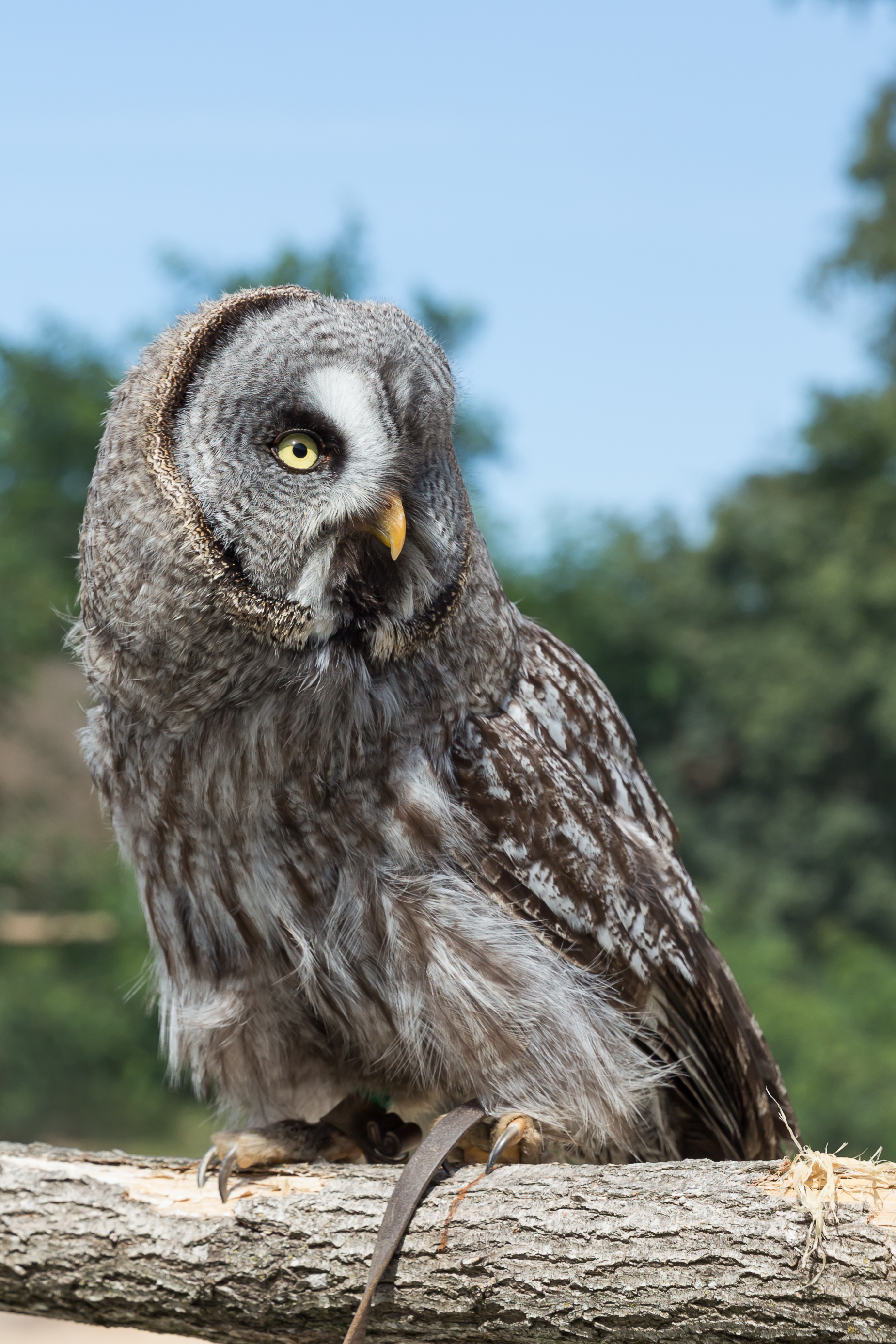

カラフトフクロウ（樺太梟、学名：Strix nebulosa）は、フクロウ目フクロウ科に分類される鳥。カラフトと名前が付けられているが、樺太には分布していない。

## 形態

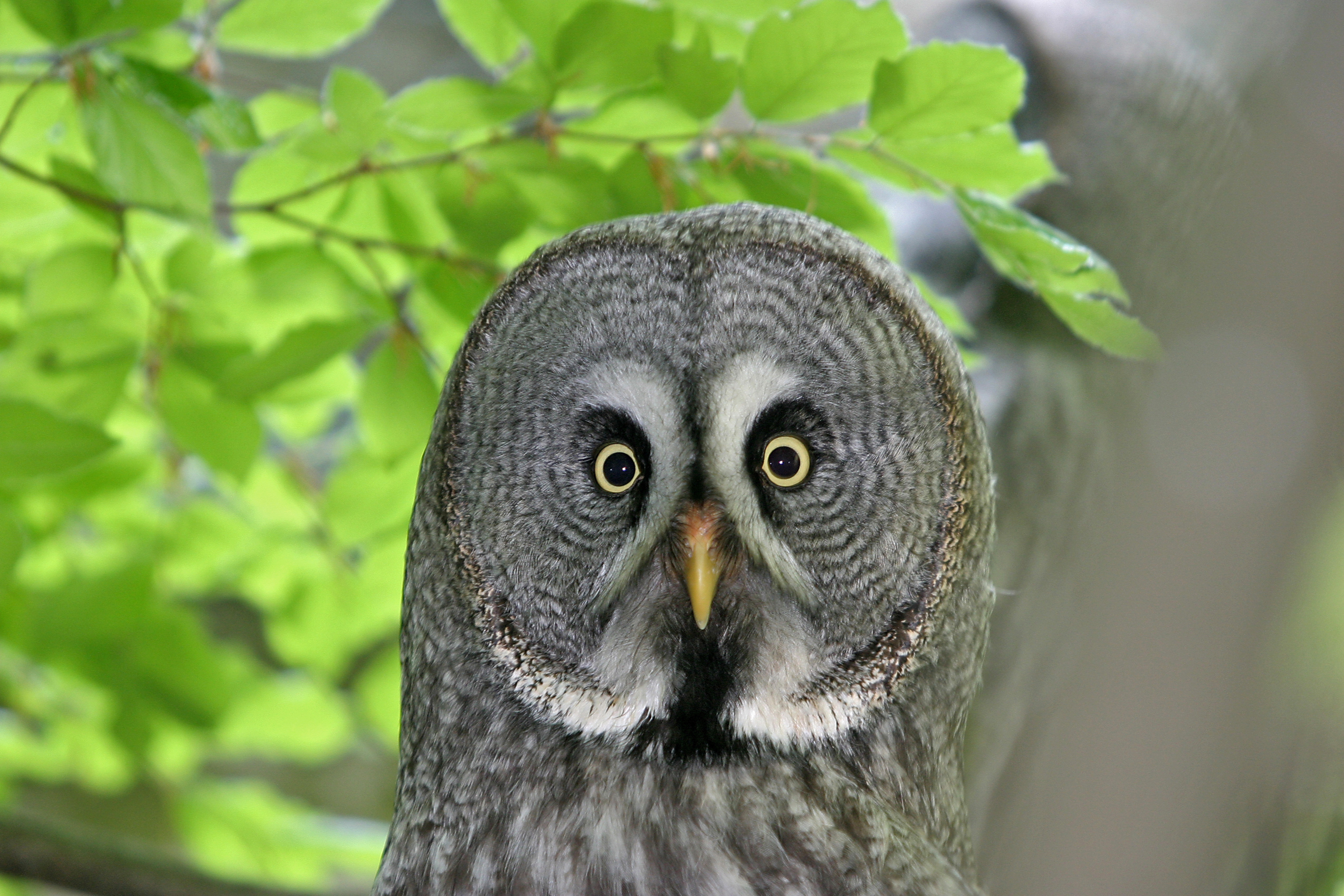
カラフトフクロウの頭部

全長61-84cm。全体的に灰色をしており、発達した顔盤を持つ。虹彩は黄色。

## 亜種
- Strix nebulosa nebulosa
- Strix nebulosa lapponica
- Strix nebulosa elisabethae

## 生態
針葉樹林に生息し、昼夜を問わず活動する。
食性は肉食性で、哺乳類や鳥類などを捕食する。聴覚が非常に発達しており、雪の下で動き回る獲物を捕らえることもできる。
他の鳥類の古巣や地上、切株などで繁殖し、雛への給餌は雌雄共同で行う。世界最大のフクロウ。

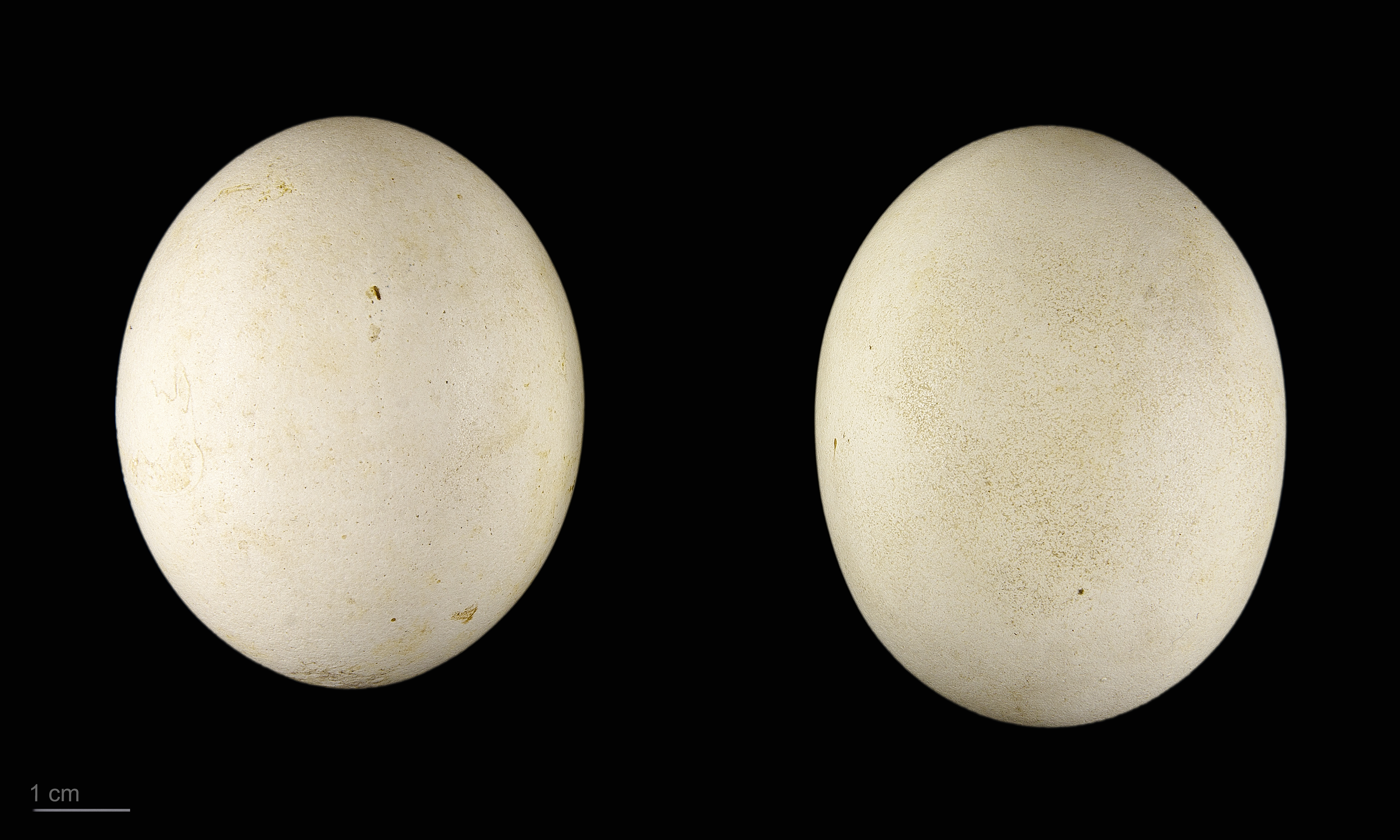
Strix nebulosa lapponica